# IMX-101

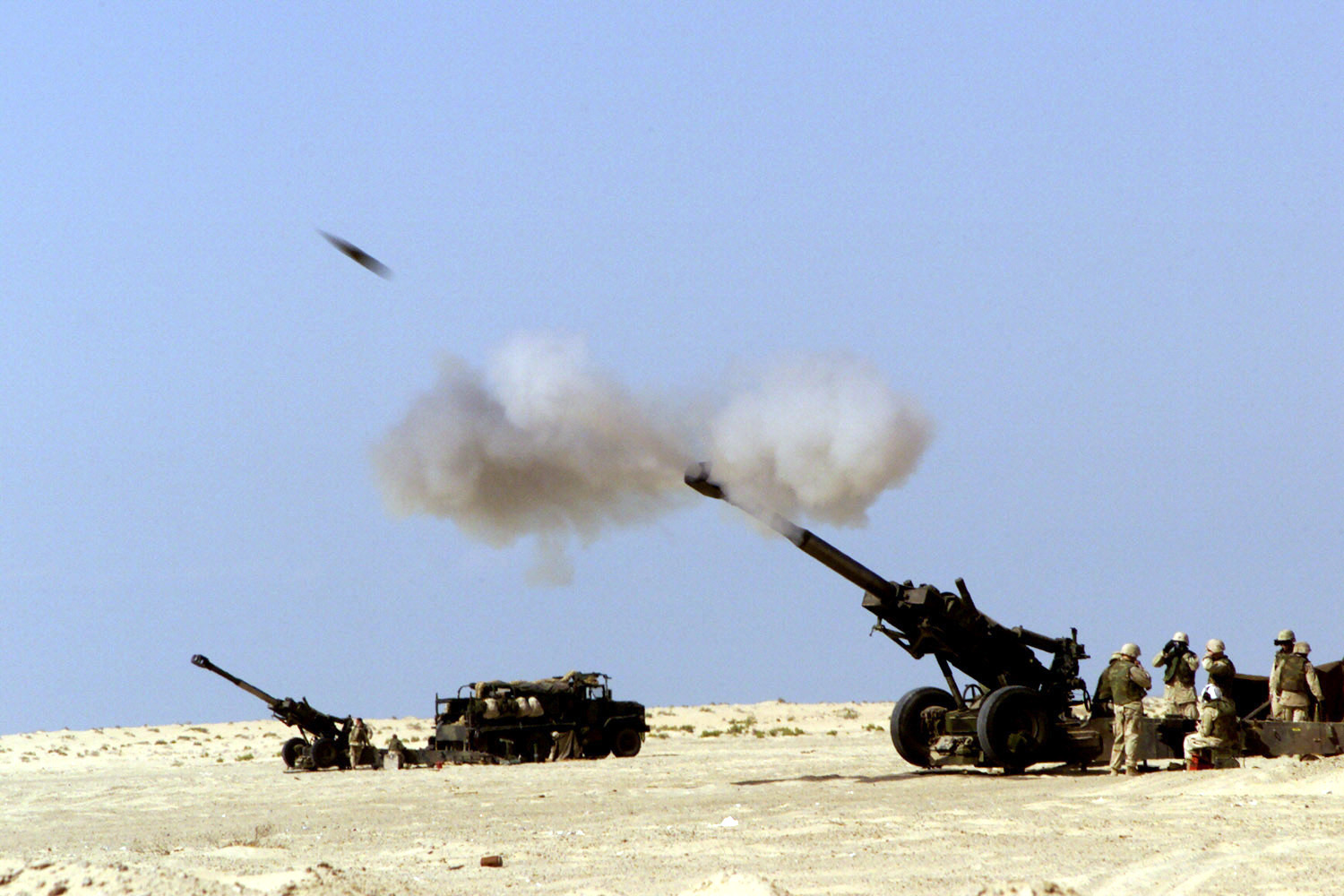
Выстрел снарядом калибра 155 мм.

IMX-101 (от англ. Insensitive Munitions eXplosive 101, взрывчатый состав пониженной чувствительности для боеприпасов, модификация 101) — взрывчатый состав, отобранный для замены тринитротолуола в артиллерийских снарядах армии США. Вещество разработано компанией BAE Systems совместно с вооруженными силами США.
Основные компоненты состава — 2,4-динитроанизол (англ. DNAN) и нитротриазолон (англ. NTO).
Пониженная взрывоопасность заключается в отсутствии детонации: при падениях, при стрельбе по веществу, при попадании осколков, в огне, а также при подрыве вблизи него взрывного устройства. Переход на IMX-101 повысит живучесть складов и военной техники, транспортирующей и использующей снаряды с IMX-101. Использование нового состава позволит понизить класс опасности при транспортировке.

## Использование
IMX-101 был сертифицирован Арсеналом Пикатинни (Вооружённые силы США) для использования в зарядах 60-мм миномёта PAX-21 и многоствольного гранатомёта PAX-41 «Spider». Партию из 1200 снарядов M795 калибра 155 мм с IMX-101 военные получили уже в 2011 году.
IMX-101 производится только на одном заводе.